# Réseau Jeanson
Pour les articles homonymes, voir Jeanson.
Le réseau Jeanson était un groupe de militants français, agissant sous l'impulsion de Francis Jeanson, qui opéra en tant que groupe de soutien du FLN durant la guerre d'Algérie, principalement en collectant et en transportant fonds et faux papiers.

## Histoire

### Genèse
Après le début de la guerre d'Algérie, la gauche française se divise en soutenant pour certains Messali Hadj et pour d'autres le FLN. Les intellectuels français s'impliquent dès le début de la guerre en 1954 dans le conflit. Ce sera le cas notamment pour Francis Jeanson, secrétaire aux Temps modernes, qui publie avec sa femme Colette en 1955 le livre L'Algérie hors la loi au Seuil. Cependant, les débats entre intellectuels restent cloisonnés à un petit cercle et ne touchent pas encore la société dans son ensemble. Pour l'historien Pierre Vidal-Naquet, c'est le retour des premiers soldats français qui change la situation, en rapportant ce qui se passe de l'autre côté de la Méditerranée. Face au manque de soutien du Parti communiste français (PCF) aux combattants d'une Algérie indépendante, Jeanson décide de soutenir le FLN.

### Les«porteurs de valises»
Le rôle principal du réseau consistait à apporter un support en collectant et en transportant des fonds et des faux-papiers pour les agents du FLN opérant dans la métropole, d'où leur surnom de « porteurs de valises ». Ses membres sont initialement des « communistes en rupture de ban », des chrétiens de gauche, des intellectuels, des avocats, des prêtres — à l'instar de Robert Davezies — ou encore des universitaires jusqu'en 1959 avec l'entrée dans ses rangs d'employés et d'ouvriers sous l'impulsion du FLN. Le réseau Jeanson ne fait pas partie prenante de l'organisation algérienne : il ne participe ni aux décisions politiques, ni à l'utilisation des fonds qu'il apporte. De même, le réseau étant majoritairement composé de Français et de Françaises, il souhaite garder une certaine autonomie, ce qu'il fait avec la rédaction de son journal clandestin. Les activités de ce réseau se font de 1956 jusqu'à sa dissolution.

### Procès
Le réseau est démantelé par la direction de la surveillance du territoire (DST) en février 1960 avec Jeune Résistance et la Fédération de France du FLN. Le procès s'ouvre le 5 septembre 1960 au tribunal permanent des forces armées de Paris pour « atteinte à la sécurité extérieure de l'État »,. Le PCF condamna le soutien apportée au FLN.
Sont inculpés six Algériens et dix-huit Français de 22 à 59 ans. Cinq « métropolitains » sont en fuite à l'ouverture du procès. Une ressortissante étasunienne, ne pouvant pas être poursuivie par la justice française, ne fait pas partie des accusés. Parmi les accusés algériens, un seul ne fait pas partie du Front national de libération. Pour les accusés français, l'implication dans le réseau n'est pas homogène : les poursuites vont d'une participation active à une implication involontaire. La différence du statut des accusés nécessite une défense particulière, ce qui explique la présence de vingt-six avocats lors du procès,.
La défense s'appuie sur le non-respect de la procédure judiciaire par la police, à savoir, entre autres, la disparition de scellés, l'extension abusive de la procédure de « flagrant délit » et l'irrégularité de perquisitions.[source insuffisante] Aussi, le procès devient politique et met en lumière la contradiction de la justice française dans un contexte où l'État français refuse de considérer le conflit algérien comme une guerre mais en poursuivant ses citoyens comme si le pays était en guerre,.
Quatorze des inculpés sont condamnés le 1er octobre à dix ans de prison ; trois sont condamnés à cinq ans, trois ans et huit mois. Neuf sont acquittés. Me Vergès est suspendu pour trois mois pour avoir qualifié le tribunal militaire d'« assassin ». À la suite du procès qui a vu de nombreux témoignages d'intellectuels sans liens avec les accusés, la justice française modifie l'article 331 du code pénal en ajoutant la mention suivante : « Les témoins déposent uniquement, soit sur les faits reprochés à l'accusé, soit sur sa personnalité et sur sa moralité »,.

#### Impact sur l'opinion publique
Le lendemain de l'ouverture du procès, la revue Vérité-Liberté fait paraître le Manifeste des 121, qui indique : « Nous respectons et jugeons justifiée la conduite des Français qui estiment de leur devoir d’apporter aide et protection aux Algériens opprimés au nom du peuple français. La cause du peuple algérien, qui contribue de façon décisive à ruiner le système colonial, est la cause de tous les hommes libres ». Cet appel reçoit un accueil négatif en France et une « information contre X pour provocation à l'insoumission et à la désertion » est ouverte. Les auteurs sont qualifiés de « traîtres » dans les colonnes du Figaro.
Pour l'historien Tramor Quémeneur, le procès amène un débat sur le comportement de la société civile face à la guerre d'Algérie. Une division entre, ce que Marcel Péju appelle une « gauche respectueuse », et une vision plus tiers-mondiste proche du discours fanonien apparaît.
L'inculpation des auteurs du manifeste des 121 et le verdict, prononcé en octobre 1960, provoque des réactions politiques. De nombreuses associations, dont la Fédération de l'Éducation nationale, le Syndicat national des instituteurs, l'Union nationale des étudiants de France et Ligue des droits de l'homme, lancent un « Appel à l'opinion pour une paix négociée en Algérie » qui réunit 16 000 signatures.
Jeanson s'est toujours défendu d'avoir trahi la France. Il justifie son attitude par la fidélité aux idéaux sur lesquels doit s'appuyer cette même communauté française. En fuite à l'étranger, il est jugé par contumace en octobre 1960. Lors de ce procès, il est reconnu coupable de haute trahison et condamné à 10 ans de réclusion criminelle. Il est amnistié en 1966.

### Postérité
En février 1961, six femmes du réseau, Hélène Cuenat, Micheline Pouteau, Jacqueline Carré, Didar Fawzy-Rossano, Zina Haraigue et Fatima Hamoud, s'évadent ensemble de la prison de la Petite Roquette où elles sont incarcérées. Cette évasion, inédite, aura un retentissement important.
En 1966, tous les condamnés sont amnistiés. L'engagement de militants français pour la cause algérienne reste présente en Algérie comme le montre la une du journal El Watan lors de la disparition de Jean-Louis Hurst, l'un des membres du réseau. En 1993, un documentaire de Richard Copans, Les frères des frères, est consacré à cette affaire.

## Filmographie
- « Les frères des frères » de Richard Copans en 1991.